# 二見梓
二見梓（1992年5月15日—），出生於日本神奈川縣三浦郡葉山町，是一位日本女子排球運動員，2011-2015效力於東麗箭，場上位置為副攻。身高180公分，體重62公斤。

## 生涯簡介
她接觸排球的最初原因是憧憬當時活躍於場上的「Megukana」組合（栗原惠、大山加奈），而從中學一年級開始投入此項運動。隨後，進入縣內排球名校神奈川縣立大和南高等學校就讀，幫助學校晉級2009年的全国高等學校排球選拔優勝大會八強，最後負於千葉縣代表船橋市立船橋高等學校。此外，国民体育大会則落敗於東九州龍谷高等學校，止步四強，當時她的笑容還引起注目。同年，入選日本青年隊，代表參加在泰國呵叻舉行的2009年世界青少年女子排球錦標賽。
2010年，位置從二傳轉為副攻，以隊長的身份帶領校隊。
2011年4月，加入東麗箭，並在隔年1月22日對上久光製藥Springs的比賽中首次上陣。之後，逐漸獲得於賽末時的定期出場機會，在季後賽表現也相當活躍，為球隊相隔兩年的第四座聯賽冠軍立下功勞。
2012年9月，入選在哈薩克舉辦的2012年亞洲盃女子排球錦標賽日本女排名單，最終獲得第五名的成績。
2015年5月發表退役聲明，以23歲之齡退出球壇。

## 生涯
- 所屬學校、球隊

葉山町立南鄉中學校 → 神奈川縣立大和南高等學校 → 東麗箭（2011年 - ）
- 日本女排青少年隊 
  - 世界青少年女子排球錦標賽 - 2009年
- 日本女排 （2012年 -）
  - 亞洲盃排球錦標賽 - 2012年

## 榮譽

### 俱樂部
- 2011/12賽季V超級聯賽 -  冠軍
- 2012年天皇杯及皇后杯全日本排球選手權大會 -   亞軍
- 第61屆黑鷲旗全日本男女選拔排球大會 -  亞軍
- 2012年亞洲女子排球俱樂部錦標賽[4]-  亞軍
- 2012/13賽季V超級聯賽 -  亞軍

## 備註
1. ↑  .   [2013-09-21]. （原始内容存档于2013-05-01）. Archive.today的存檔，存档日期2013-05-01
2. ↑  .   [2013-09-21]. （原始内容存档于2018-09-29）. （页面存档备份，存于）
3. ↑  日本排球協會. .   [2012-09-05]. （原始内容存档于2012-09-06）. （页面存档备份，存于）
4. ↑  . 日本排球協會.   [2012-08-24]. （原始内容存档于2012-08-15）. （页面存档备份，存于）

## 外部連結
- FIVB球員介紹 （页面存档备份，存于） （英文）
- V聯賽球員介紹 （日語）
- 東麗箭女排隊官方網站（日語）
- （页面存档备份，存于） （日語）